# Президентські вибори в Росії 2012
Вибори Президента Російської Федерації, відповідно до рішення Ради Федерації відбулися 4 березня 2012 року (перший тур).

## Перебіг
На виборах було зареєстровано лише 5 кандидатів — чотири з них висунуті від офіційно зареєстрованих партій і один безпартійний. Цього разу Президент Росії вперше обирався на 6 років. Перемогу здобув одразу ж у першому турі Володимир Путін. Проте, як зазначено в резолюції, прийнятій 15 березня 2012 р. депутатами Європейського парламенту, дані вибори президента Росії були невільними і несправедливими.

## Законодавчі параметри
Відповідно до федерального закону «Про вибори Президента Російської Федерації», Президентом РФ може бути обраний будь-який громадянин Росії не молодше 35 років, який постійно проживає в Росії не менше 10 років. Існують також деякі інші обмеження для обрання (наприклад, недієздатність, перебування у місцях позбавлення волі, наявність іноземного громадянства тощо), які перераховані в статті 3 закону.
Існує два способи участі у виборах:
- як самовисуванець. Громадянин Російської Федерації може висунути свою кандидатуру, але за умови підтримки його висунення групою виборців. Відповідно, такому кандидату для реєстрації спочатку необхідно створити і зареєструвати в ЦВК групу виборців у кількості не менше 500 громадян Російської Федерації, що володіють активним виборчим правом. Потім, щоб бути допущеним до виборів, йому треба зібрати і представити в Центральну виборчу комісію не менше 2 мільйонів підписів виборців (причому кількість представлених підписів не має перевищувати 2,1 мільйона, а на один суб'єкт Російської Федерації має припадати не більше 50 000 підписів).

- як кандидат від зареєстрованої політичної партії. Кандидата висуває з'їзд партії. Кандидатам від тих партій, які не представлені в Державній Думі поточного скликання, щоб бути допущеним до виборів, потрібно так само, як і самовисуванцям, зібрати не менше 2 мільйонів підписів на свою підтримку.

## Кандидати
Офіційно зареєстрованими кандидатами на посаду Президента РФ є Володимир Жириновський, Геннадій Зюганов, Сергій Миронов, Михайло Прохоров, Володимир Путін. Також про намір висунути свою кандидатуру ЦВК поінформували, як мінімум, ще 12 осіб Проте лише 10 з них пізніше подали до ЦВК документи, необхідні для набуття статусу зареєстрованого кандидата). Надалі частина висунутих кандидатів, з тих чи інших причин, отримала відмову у реєстрації і зрештою до виборів було допущено п'ять вищезазначених кандидатів.

### Підтримка кандидатів іншими рухами
Геннадія Зюганова підтримує організація «Лівий фронт».
Сергій Миронов — єдиний кандидат, який повністю підтримав так званий «кандидатський мінімум» Ліги виборців, вона представляє учасників масових мітингів «За чесні вибори» на Болотної і Сахарова у Москві і по всій Росії і організовувала ряд з цих акцій. Виборців закликають віддавати свої голоси тільки тим кандидатам, які включать у свої передвиборні програми «кандидатську резолюцію» мітингу на Болотній, «Кандидатський мінімум» і список політв'язнів, яких слід звільнити від переслідування.
Михайло Прохоров пообіцяв Володимиру Буковському, що підтримає всі вимоги Болотної, крім відходу з поста Президента РФ через 2 роки після цих виборів.
Володимира Путіна підтримали партії «Патріоти Росії» та «Правое дело».

### Оголосили про бажання брати участь у виборах
- Чинний президент Росії Дмитро Медведєв, згідно з Конституцією Росії, має право балотуватися на другий термін. У зв'язку з цим неодноразово заявляв про свою можливу участь у виборах[10]. Однак 24 вересня 2011 з'їзд партії „Єдина Росія“ висунув кандидатом на виборах Президента Росії 2012 року чинного прем'єр-міністра і попереднього президента Росії Володимира Путіна. Медведєв підтримав його кандидатуру, а Путін, у свою чергу, запропонував йому пост прем'єр-міністра в разі своєї перемоги[11].

- Актор Іван Охлобистін. 5 вересня 2011 року заявив про свій намір брати участь у виборах[12]. Однак пізніше він уточнив, що буде брати участь, тільки якщо Священний синод Російської православної церкви дозволить йому це зробити[13]. РПЦ виступила проти участі Охлобистіна у президентських перегонах[14], і йому довелося відмовитися від боротьби[15].

- У грудні 2010 року створена Партія народної свободи «За Росію без свавілля і корупції», на з'їзді якої влітку 2011 року мали б висунути єдиного кандидат у Президенти РФ від ліберальної опозиції[16]. Однак у зв'язку з відмовою у реєстрації цієї партії з'їзд партії у вересні 2011 року постановив: „Існуючий порядок висунення незалежних кандидатів для участі у виборах Президента РФ носить фактично заборонний характер і позбавляє Партію можливостей участі в них“[17].

- 15 грудня 2010 року лідер Руху на захист Хімкінського лісу Євгенія Чирикова заявила „Газете.ru“, що в 2012 році рух висуне свого кандидата на пост Президента РФ[18]. 18 грудня 2011 року на з'їзді партії „Яблуко“ Євгенія Чирикова запропонувала партії висунути в президенти Олексія Навального, однак у цьому відмовлено у зв'язку з відсутністю письмової згоди Навального на висунення[19].

## Ключові дати (згідно з календарним планом)
- До 29 листопада 2011 року — опублікування списку політичних партій, які мають право висувати своїх кандидатів на пост Президента;
- З 14 грудня 2011 по 19 січня 2012 року — подання до ЦВК документів для реєстрації кандидата (включаючи підписи виборців);
- До 16 грудня 2011 року — самовисування кандидатів, подання до ЦВК клопотання про реєстрацію групи виборців та інших документів;
- До 19 грудня 2011 року — прийняття рішення про реєстрацію або відмову в реєстрації групи виборців;
- До 21 грудня 2011 року — висунення кандидатів на з'їздах політичних партій, подання до ЦВК рішення з'їзду про висунення кандидата та інших документів;
- До 24 грудня 2011 року — прийняття рішення про реєстрацію або відмову в реєстрації уповноважених осіб партії;
- До 14 січня 2012 року — утворення виборчих дільниць;
- До 30 січня 2012 року — прийняття рішення про реєстрацію або відмову в реєстрації кандидата (не пізніше, ніж через 10 днів після прийняття документів від кандидата);
- До 31 січня 2012 року — видача копії рішення про відмову в реєстрації кандидата (не пізніше, ніж через добу після прийняття рішення);
- З 5 лютого по 3 березня 2012 року — проведення передвиборної агітації на телебаченні, радіо та в друкованих ЗМІ;
- З 2 по 10 лютого 2012 року — формування дільничних виборчих комісій;
- До 9 лютого 2012 року — затвердження тексту виборчого бюлетеня російською мовою;
- До 13 лютого 2012 року — публікація (у тому числі і в інтернеті) передвиборної програми кандидата, представлення її копії в ЦВК;
- До 28 лютого 2012 кандидат має право зняти свою кандидатуру, партія має право відкликати висунутого нею кандидата;
- До 28 лютого 2012 року — публікація результатів опитування громадської думки, прогнозів результатів виборів;
- До 3 березня 2012 кандидат має право зняти свою кандидатуру при змушують обставинах;
- До 4 березня 2012 року — подання до ЦВК документів для реєстрації довірених осіб кандидата (не раніше висунення кандидата);
- 3 березня 2012 року — «день тиші»;
- 4 березня 2012 року — день голосування;
- До 16 березня 2012 року — визначення результатів виборів;
- До 18 березня 2012 року — опублікування результатів виборів[20].
- 25 березня 2012 року — при необхідності день повторного голосування (ч. 2 ст. 77 ФЗ «Про вибори Президента РФ»).

## Громадська думка

### Недовіра соцопитуванням
- Геннадій Зюганов: «Пройшли вибори два місяці тому. Результат: від Владивостока до Пскова усі міста програли нам. У цьому зв'язку звідки у нього 60, а у нас 10?», «Минулого разу показували нам 10-12, а ми навіть по чуровской арифметиці набрали 20, там, де контролювали — 30-35, це можна перевірити»[21].

- Михайло Прохоров: «Тут просто відбувається зомбування, що все вирішено в першому турі. Я вважаю, що це не так. Я вважаю, що нічого не вирішено»[21].

- Сергій Миронов: «Забудьте про дані» формуючої соціології! Дані соціологічних досліджень напередодні виборів часом нагадують не продукт серйозної наукової діяльності, а заклик «роби так!», або «не роби ніяк — все вирішено!». «Формуюча соціологія» стає напередодні виборів цим наркотиком, який вбиває бажання думати і робити усвідомлений вибір. У листопаді минулого року, «формуюча соціологія» замикала нас в рамки 3-4%, максимум 5%, виносячи вирок: «Справедлива Росія не проходить до Держдуми». Однак Справедлива Росія пройшла, значно випередивши ЛДПР і подвоївши в Парламенті свою присутність"[22]. «Я просто нагадаю вам ті ж дані ВЦВГД по партії Справедлива Росія на думській кампанії: партія Справедлива Росія не проходить, 3% — ми набрали 13%. Ось вам реалії. Будуть зомбувати і зомбувати».

- Володимир Жириновський: «Брехня ці цифри. Всі цифри — брехня», «Це — ваші, кремлівські опитування».

- Борис Нємцов: «Послужливі соціологи пророкують Путіну перемогу вже в першому турі. Незалежні дослідження, які проводила „Солідарність“, — дивіться результати у Михайла Шнейдера — показують, що другий тур неминучий»[23].

- Євгенія Альбац: «Дані незалежних опитувань, які проходили в Інтернеті, показують, що ніякого шансу у Володимира Путіна за даними інтернет-опитувань у першому турі обратися, власне, немає. Три великі соціологічні служби, вони, з моєї точки зору, працюють на уявну реальність виключно для того, щоб переконати людей в тому, що ніякої альтернативи немає. А ось Інтернет відповідає так: опитування в мережі „ВКонтакті“: 500 000 осіб (немає випадкової вибірки, зрозумілі вади опитування), у Путіна 25,8… І зовсім інші цифри нам дають ВЦИОМ, Левада і ФОМ: Левада взагалі 66% — на 24% за даними Левади у Путіна виріс рейтинг за останні 2 тижні, чого не буває за визначенням»[24].

- Сергій Удальцов: «Як би нас не переконували, що все вирішено, я згоден на 100% — це пропаганда. За нашими даними: не більше 35% [у Путіна], це стеля, тому другий тур просто неминучий»[25].

- Сергій Гурієв: «Ви помітили, що на минулих грудневих виборах прогнози соціологічних служб збіглися з результатами, при тому, що в деяких містах ми можемо говорити, що вкрадено 10 або 15% голосів. Це означає, що причинно-наслідковий зв'язок зворотний — не соціологи правильно прогнозують, а рахують так, щоб соціологи вгадали. Якщо це так, то, напевно, поки рано вірити прогнозам». «Всі ці числа засновані на припущеннях про те що будуть робити виборці, які визначилися. Це деякі моделі, які необов'язково добре працюють. Ці моделі, м'яко кажучи, неточні»[26].

## Стратегії поведінки та голосування
Асоціація «Голос» представила відеоролик «Про вибори начистоту» з розповіддю про 4 основних варіантах поведінки виборців і впливу кожної стратегії на результат виборів і ймовірність другого туру.
«Коммерсант Влада» набагато більш докладно розповідає про стратегії і відзначає «якщо ваша головна мета — не обрати президентом когось з опозиціонерів, а всього лише подати» головному кандидату "виразний сигнал про те, що його політика особисто вас не влаштовує, то для цього достатньо скористатися в першому турі «стратегією Навального». А в другому турі, якщо, звичайно, він взагалі відбудеться, можна буде вже поступати як завгодно ".
Журнал The New Times перераховує стратегії голосування: «За будь-якого, крім Путіна» (Олексій Навальний), «Хрестовий похід» (Борис Акунін) і бойкот (Едуард Лимонов).
Борис Акунін пропонував провести праймеріз ідей для вироблення єдиної стратегії 4 березня і був готовий приєднатися до позиції більшості, якщо вона буде вироблена, але він побачив, що згуртуватися навколо єдиного кандидата не виходить, тому він поставить в бюлетені 5 хрестів — зіпсує його і це знизить відсоток у всіх кандидатів.
Борис Нємцов: «Що робити 4 березня? Відповідь на це питання дана в резолюціях мітингів на Сахарова і Болотної. Жодного голосу Путіну! — Ось гасло об'єднаної опозиції. Я досить довго думав, як я буду діяти 4 березня. Зараз твердо вирішив, що поставлю хрест на бюлетень і хрести всім кандидатам. По-перше, це знижує результат Путіна і повністю відповідає нашому гаслу „Жодного голосу Путіну!“. По-друге, я вважаю ці вибори незаконними, оскільки незалежні кандидати і кандидати від опозиції в них не беруть участь. Не беруть участь не по своїй волі, а в силу репресивних правил Путіна-Чурова, не допускають участі в гонці без схвалення Путіна. Крім того перебіг кампанії, а саме, відмова Путіна брати участь в дебатах, нахабне домінування лідера шахраїв і злодіїв в ЗМІ, провокації і чорна піар-кампанія проти опозиції, роблять вибори фальсифікованими задовго до 4 березня. Тому перекреслення бюлетеня — це ще й протест проти фальші і обману».
Олександр Мінкін говорить про марність стратегії «Нах-нах» («Якщо ви бойкотували вибори — вашого голосу немає. Якщо ви (після довгих роздумів) повірили в» нах-нах «- вашого голосу немає»), але Борис Вишневський спростовує його точку зору, кажучи, що «Зіпсовані бюлетені — вірний шлях до другого туру».
Сергій Удальцов: "4 березня ми повинні прийти і проголосувати, ніякі бойкоти та псування бюлетенів недоречні. Головне — не голосувати за Путіна «.
Федеральна рада партії „Яблуко“: на майбутніх президентських виборах треба голосувати проти всіх: перекреслювати всі прізвища у виборчому бюлетені, перетворюючи його в недійсний.
Сергій Гурієв вважає, що треба голосувати за одного з кандидатів, тоді спостерігачі від цього кандидата не дадуть заховати, не порахувати або знищити такий бюлетень, що може статися в разі псування бюлетеня.

## Передвиборна агітація
На підтримку Путіна публічно висловилися велика кількість відомих людей: Андрій Аршавін, Ігор Акінфєєв, Армен Джигарханян, Аліса Фрейндліх, Валерій Гергієв, Чулпан Хаматова, Євген Миронов, Сергій Шойгу, Сергій Трофимов, Олег Табаков, Володимир Співаков, Федір Бондарчук, Юрій Башмет, Тетяна Навка, Олена Ваєнга, Євген Плющенко, Михайло Давидов, Федір Емельяненко, Михайло Галустян. Було також поширено інформацію про начебто спланований теракт проти Путіна, щоб підняти його рейтинг саме перед виборами.
Відомий блогер, юрист і засновник низки проектів Олексій Навальний проводив конкурс агітаційного плаката, „закликав голосувати проти лідера Партії Шахраїв і Злодіїв — громадянина Путіна Володимира Володимировича“, заявляючи, що „У кожному під'їзді і ліфті Росії повинні регулярно з'являтися плакати, що розповідають про Ве. Ве. Путіна“. Також він проводив вокально-музично-розважальний конкурс „Твоя пісенька проспівана“ — на конкурс приймалися музичні відеокліпи, мета яких показати справжнє обличчя лідера Партії Шахраїв і Злодіїв, — громадянина Путіна, за допомогою правдивої розповіді про нього і його справи.

## Трансляція відеоспостереження за виборами Президента 2012

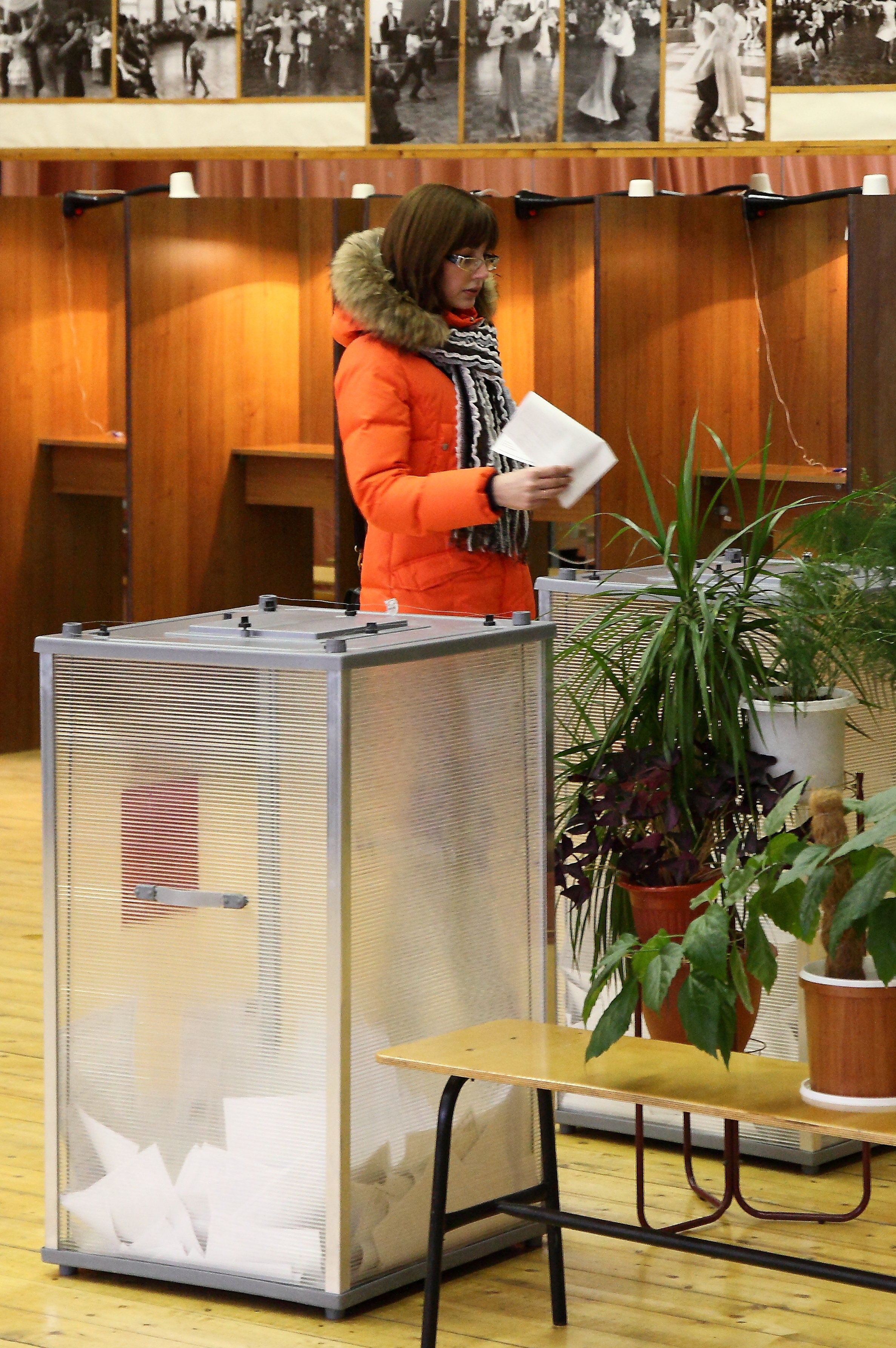
2012-03-04

У грудні 2011 року Голова Уряду РФ Володимир Путін запропонував Центральної Виборчої Комісії РФ (ЦВК) і Міністерству зв'язку і масових комунікацій РФ забезпечити відеоспостереження процедур голосування та підрахунку голосів виборців на виборах Президента РФ.
Згідно з пунктом 17 частини 2 статті 55 Федерального закону „Про розміщення замовлень на поставки товарів, виконання робіт, надання послуг для державних і муніципальних потреб“ Уряд РФ визначило ВАТ „Ростелеком“ єдиним постачальником відповідних послуг.
Раніше „Ростелеком“ був обраний ЦВК на конкурсній основі для створення і обслуговування інфраструктури ГАС „Вибори“, і саме з „Ростелекомом“ ЦВК реалізував пілотні проекти по встановлення камер спостереження на виборчих дільницях ХМАО та Ростовської області.
Згідно з технічним завданням, яке визначив ЦВК, системою відеомоніторингу буде охоплено 91 400 дільничних виборчих комісій. На кожному виборчій дільниці буде встановлено по дві камери. Одна буде передавати загальний план, друга — безпосередньо урну для голосування. Таким чином, буде встановлено 182 800 камер. Запис відео буде вестися з роздільною здатністю 640х480, а трансляція на сайті — 320х200. Зроблено це для того, щоб зменшити навантаження на лінії зв'язку. Обслуговувати цю систему буде 7 дата-центрів.
Громадський доступ для спостереженнями за виборами здійснюється на сайт е Вебвибори 2012. Для перегляду процедур голосування і підрахунку голосів зареєстровані користувачі портала повинні вибрати ті виборчі дільниці, трансляції з яких вони хочуть отримувати в день голосування. Щоб зареєструватися на порталі, можна скористатися або існуючої обліковим записом на одному з популярних, пошукових або поштових ресурсів або вказати будь-який свій електронна адреса і підтвердити реєстрацію за посиланням у отриманому листі
З кожної ділянки, доданого до списку трансляцій, зареєстрований користувач зможе отримувати зображення з однією з двох камер: або з забезпечує зйомку загального плану ділянки, включаючи місця видачі бюлетенів, або з спрямованої на урни для голосування, де після закінчення голосування буде також відбуватися і підрахунок голосів.
Згідно з розробленим технічним завданням, продуктивність системи дає можливість підключення 25 мільйонів користувачів. Це дозволить забезпечити 60 000 одночасних переглядів зображення з 1 камери. Запис відеозображення та звуку буде вестися безперервно з моменту відкриття ділянки до завершення підрахунку голосів і підписання відповідних протоколів. Загальна тривалість відео, записаного в ході одного дня голосування, перевищить 260 млн хвилин, або понад 500 років.

## Порушення під час виборів
У день виборів у соцмережах стали з'являтися повідомлення про „каруселі“. Називаються також номери автобусів, які підвозять на дільниці людей з відкріпними талонами. Також лунають заклики блокувати своїми машинами ці автобуси й навіть створювати невеликі ДТП.
До середини дня в інформаційно-аналітичному центрі в Москві зафіксовано понад 2700 порушень. Ситуація з порушеннями на цих виборах набагато гірша, ніж у грудні, вважають учасники спостережного проекту Росвибори. Найпоширеніший вид порушення — тиск на виборців з боку керівництва. Крім того, активно використовується адміністративний ресурс. Частина порушень пов'язана з голосуванням за відкріпними посвідченнями.

## Результати голосування

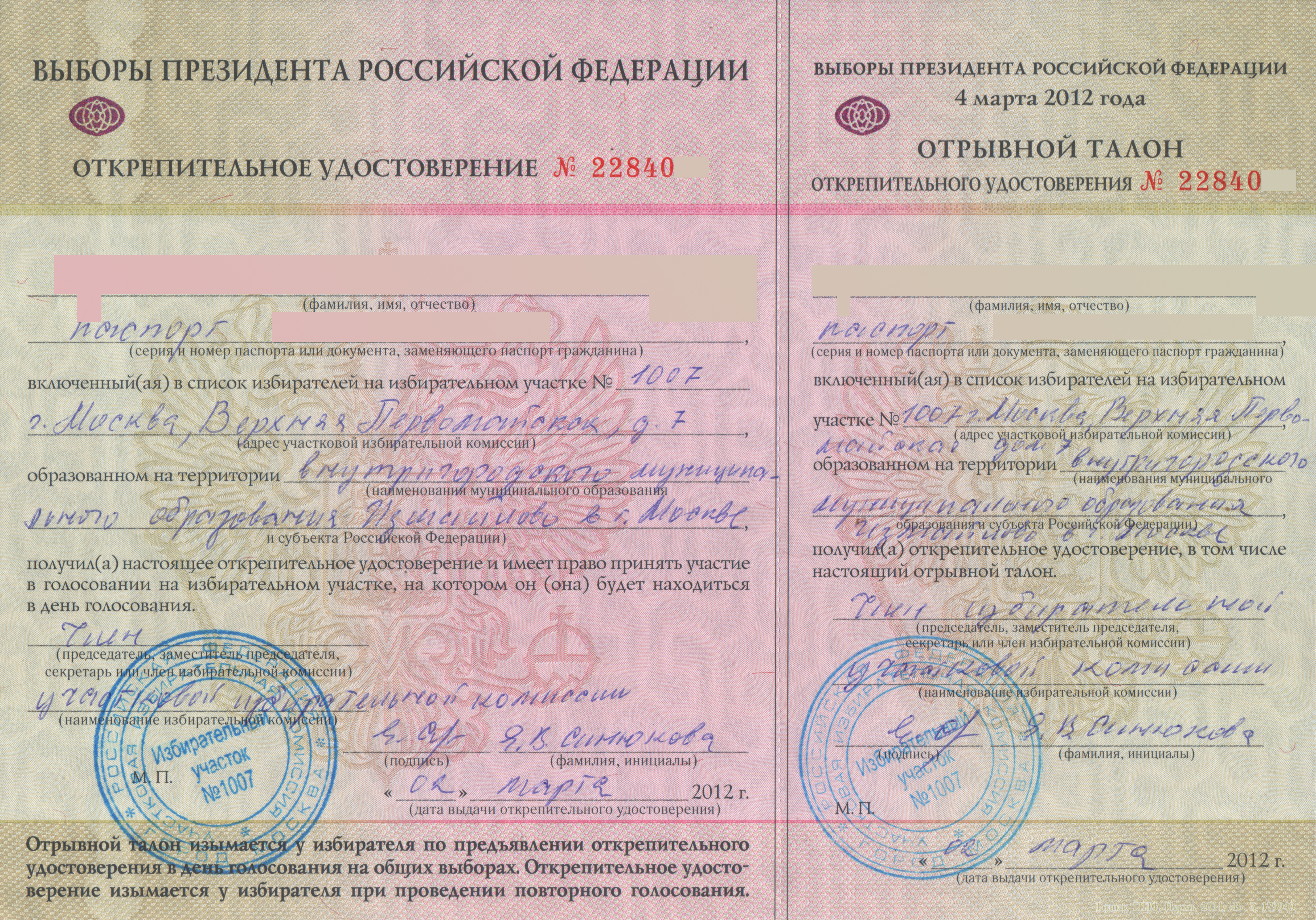
Відкріпне посвічення для участі у виборах президента РФ

В таблиці наведені дані по попереднім підсумкам голосування. Кількість виборчих комісій суб'єктів Російської Федерації — 83. Явка виборців на виборах Президента Росії на території країни склала 65,39 %
| Місце                                                                              | Місце                                                                              | Кандидат                                                                           | Голоса      | %               |
| ---------------------------------------------------------------------------------- | ---------------------------------------------------------------------------------- | ---------------------------------------------------------------------------------- | ----------- | --------------- |
|                                                                                    | 1.                                                                                 | Путін Володимир Володимирович                                                      | 45 585 389  | 63,60           |
|                                                                                    | 2.                                                                                 | Зюганов Генадій Андрієвич                                                          | 12 315 749  | 17,18           |
|                                                                                    | 3.                                                                                 | Прохоров Михайло Дмитрієвич                                                        | 5 716 786   | 7,98            |
|                                                                                    | 4.                                                                                 | Жириновський Володимир Вольфович                                                   | 4 457 411   | 6,22            |
|                                                                                    | 5.                                                                                 | Миронов Сергій Михайлович                                                          | 2 763 127   | 3,86            |
| Кількість виборчих бюлетнів, що були видані виборцям, які проголосувало достроково | Кількість виборчих бюлетнів, що були видані виборцям, які проголосувало достроково | Кількість виборчих бюлетнів, що були видані виборцям, які проголосувало достроково | 231 829     | 4,77            |
| Всього голосів                                                                     | Всього голосів                                                                     | Всього голосів                                                                     | 71 070 291  | 100             |
| Кількість виборців, включених до списку виборців                                   | Кількість виборців, включених до списку виборців                                   | Кількість виборців, включених до списку виборців                                   | 109 849 997 | 65,25[джерело?] |

### Результати по регіонах
| Регіон                                    | Явка    | Путін    | Зюганов | Прохоров | Жириновський | Міронов | Зіпсовані бюлетні |
| ----------------------------------------- | ------- | -------- | ------- | -------- | ------------ | ------- | ----------------- |
| Приморський край                          | 46,60 % | 57,31 %  | 20,36 % | 7,95 %   | 8,63 %       | 4,36 %  | 1,39 %            |
| Хабаровський край                         | 61,92 % | 56,15 %  | 17,65 % | 9,5 %    | 10,47 %      | 4,88 %  | 1,34 %            |
| Амурська область                          | 60,35 % | 62,84 %  | 16,87 % | 5,77 %   | 9,94 %       | 3,40 %  | 1,18 %            |
| Республіка Саха                           | 74,5 %  | 69,46 %  | 14,39 % | 6,49 %   | 4,37 %       | 4,41 %  | 0,87 %            |
| Сахалінська область                       | 57,24 % | 56,3 %   | 20,03 % | 9,78 %   | 8,77 %       | 3,88 %  | 1,13 %            |
| Камчатський край                          | 61,17 % | 59,84 %  | 15,97 % | 8,95 %   | 10,54 %      | 3,47 %  | 1,23 %            |
| Магаданська область                       | 58,96 % | 56,25 %  | 20,01 % | 9,71 %   | 9,18 %       | 3,74 %  | 1,14 %            |
| Єврейська автономна область               | 58,52 % | 61,59 %  | 18,63 % | 6,42 %   | 8,35 %       | 3,48 %  | 1,52 %            |
| Чукотський автономний округ               | 81,56 % | 72,64 %  | 9,04 %  | 7,53 %   | 7,18 %       | 2,16 %  | 1,45 %            |
| Красноярський край                        | 59,47 % | 60,16 %  | 18,03 % | 8,42 %   | 8,61 %       | 3,54 %  | 1,24 %            |
| Республіка Хакасія                        | 64,68 % | 58,40 %  | 20,56 % | 7,84 %   | 8,48 %       | 3,59 %  | 1,13 %            |
| Іркутська область                         | 56,01 % | 55,45 %  | 22,57 % | 8,76 %   | 8,24 %       | 3,84 %  | 1,14 %            |
| Забайкальський край                       | 59,92 % | 65,69 %  | 14,37 % | 5,91 %   | 9,95 %       | 3,01 %  | 1,06 %            |
| Республіка Бурятія                        | 66,15 % | 66,20 %  | 18,04 % | 5,87 %   | 5,34 %       | 3,36 %  | 1,19 %            |
| Республіка Тива                           | 93,16 % | 90 %     | 4,32 %  | 1,98 %   | 1,74 %       | 1,37 %  | 0,59 %            |
| Новосибірська область                     | 63,23 % | 56,34 %  | 22,53 % | 9,18 %   | 7,7 %        | 3,03 %  | 1,23 %            |
| Кемеровська область                       | 79,09 % | 77,19 %  | 8,14 %  | 4,60 %   | 6,82 %       | 2,28 %  | 0,97 %            |
| Алтайський край                           | 59,03 % | 57,35 %  | 22,26 % | 7,13 %   | 8,33 %       | 3,90 %  | 1,03 %            |
| Омська область                            | 61,64 % | 55,55 %  | 24,01 % | 7,44 %   | 7,68 %       | 4,03 %  | 1,29 %            |
| Ханти-Мансійський автономний округ — Югра | 64,06 % | 66,41 %  | 13,80 % | 7,14 %   | 8,11 %       | 3,29 %  | 1,25 %            |
| Тюменська область                         | 79,14 % | 73,10 %  | 11,41 % | 5,15 %   | 7,07 %       | 2,45 %  | 0,82 %            |
| Томська область                           | 58,22 % | 57,07 %  | 18,85 % | 11,57 %  | 7,67 %       | 3,70 %  | 1,13 %            |
| Ямало-Ненецький автономний округ          | 93,34 % | 84,58 %  | 5,59 %  | 2,33 %   | 5,21 %       | 1,49 %  | 0,80 %            |
| Республіка Алтай                          | 67,24 % | 66,87 %  | 16,92 % | 6,15 %   | 5,60 %       | 3,34 %  | 1,12 %            |
| Свердловська область                      | 58,79 % | 64,50 %  | 12,14 % | 11,46 %  | 5,20 %       | 5,47 %  | 1,23 %            |
| Республіка Башкортостан                   | 76,31 % | 75,28 %  | 14,18 % | 3,64 %   | 3,64 %       | 2,49 %  | 0,77 %            |
| Челябінська область                       | 62,70 % | 65,02 %  | 14,72 % | 8,03 %   | 5,66 %       | 5,10 %  | 1,47 %            |
| Пермський край                            | 55,09 % | 62,94 %  | 15,78 % | 10,86 %  | 4,60 %       | 4,40 %  | 1,42 %            |
| Оренбурзька область                       | 61,19 % | 56,89 %  | 24,92 % | 5,80 %   | 7,33 %       | 4,05 %  | 1,01 %            |
| Удмуртська республіка                     | 64,38 % | 65,75 %  | 14,82 % | 8,59 %   | 6,27 %       | 3,42 %  | 1,15 %            |
| Курганська область                        | 64,15 % | 63,39 %  | 17,40 % | 5,75 %   | 8,57 %       | 3,99 %  | 0,89 %            |
| Республіка Татарстан                      | 82,99 % | 82,70 %  | 9,66 %  | 2,93 %   | 2,23 %       | 1,76 %  | 0,72 %            |
| Самарська область                         | 60,77 % | 58,56 %  | 20,55 % | 8,05 %   | 7,56 %       | 3,94 %  | 1,34 %            |
| Саратовська область                       | 66,44 % | 70,64 %  | 15,63 % | 4,46 %   | 5,06 %       | 3,27 %  | 0,94 %            |
| Волгоградська область                     | 63,81 % | 63,41 %  | 18,85 % | 5,56 %   | 6,86 %       | 4,33 %  | 1,34 %            |
| Пензенська область                        | 68,12 % | 64,27 %  | 19,70 % | 5,21 %   | 6,39 %       | 3,16 %  | 1,27 %            |
| Ульянівська область                       | 63,52 % | 58,18 %  | 24,03 % | 5,62 %   | 6,96 %       | 4,17 %  | 1,04 %            |
| Астраханська область                      | 56,21 % | 68,76 %  | 15,64 % | 5,06 %   | 5,07 %       | 4,30 %  | 1,17 %            |
| Республіка Калмикія                       | 62,00 % | 70,30 %  | 17,51 % | 6,04 %   | 2,54 %       | 2,68 %  | 0,93 %            |
| Нижньогородська область                   | 66,88 % | 63,90 %  | 19,05 % | 6,75 %   | 5,96 %       | 3,40 %  | 0,94 %            |
| Кіровська область                         | 61,30 % | 57,93 %  | 18,54 % | 9,27 %   | 7,90 %       | 5,22 %  | 1,14 %            |
| Чуваська Республіка                       | 73,64 % | 57,93 %  | 20,58 % | 5,52 %   | 5,65 %       | 4,44 %  | 1,48 %            |
| Республіка Мордовія                       | 89,58 % | 87,06 %  | 7,23 %  | 1,61 %   | 2,34 %       | 1,11 %  | 0,65 %            |
| Республіка Марій Ел                       | 58,69 % | 59,98 %  | 22,09 % | 6,37 %   | 6,53 %       | 3,98 %  | 1,04 %            |
| Краснодарський край                       | 70,78 % | 63,72 %  | 18,46 % | 6,75 %   | 6,54 %       | 3,31 %  | 1,22 %            |
| Ростовська область                        | 63,73 % | 62,66 %  | 20,06 % | 6,36 %   | 6,27 %       | 3,63 %  | 1,02 %            |
| Республіка Дагестан                       | 91,30 % | 92,84 %  | 5,94 %  | 0,45 %   | 0,11 %       | 0,29 %  | 0,36 %            |
| Ставропольський край                      | 60,27 % | 64,47 %  | 18,03 % | 6,33 %   | 6,99 %       | 3,14 %  | 1,04 %            |
| Чеченська республіка                      | 99,61 % | 99,759 % | 0,029 % | 0,021 %  | 0,022 %      | 0,026 % | 0,143 %           |
| Північна Осетія                           | 80,71 % | 70,06 %  | 21,05 % | 1,66 %   | 3,16 %       | 3,11 %  | 0,96 %            |
| Кабардино-Балкарська Республіка           | 73,04 % | 77,64 %  | 13,81 % | 2,32 %   | 3,08 %       | 3,05 %  | 0,10 %            |
| Республіка Адигея                         | 67,89 % | 64,07 %  | 20,55 % | 5,96 %   | 3,01 %       | 3,01 %  | 1,34 %            |
| Карачаєво-Черкесія                        | 91,28 % | 91,36 %  | 5,81 %  | 0,90 %   | 0,98 %       | 0,74 %  | 0,21 %            |
| Республіка Інгушетія                      | 86,46 % | 91,91 %  | 4,45 %  | 1,16 %   | 1,17 %       | 1,06 %  | 0,25 %            |
| Москва                                    | 58,10 % | 46,95 %  | 19,18 % | 20,45 %  | 6,30 %       | 5,05 %  | 2,06 %            |
| Московська область                        | 61,34 % | 56,85 %  | 19,36 % | 11,18 %  | 6,66 %       | 4,23 %  | 1,72 %            |
| Володимирська область                     | 53,07 % | 53,49 %  | 20,75 % | 9,45 %   | 8,40 %       | 6,57 %  | 1,33 %            |
| Тульська область                          | 69,45 % | 67,77 %  | 16,95 % | 5,06 %   | 5,79 %       | 3,41 %  | 1,02 %            |
| Тверська область                          | 58,70 % | 58,02 %  | 19,71 % | 8,88 %   | 7,40 %       | 4,92 %  | 1,06 %            |
| Ярославська область                       | 63,48 % | 54,53 %  | 19,89 % | 10,58 %  | 7,72 %       | 6,14 %  | 1,13 %            |
| Брянська область                          | 66,96 % | 64,02 %  | 20,91 % | 4,59 %   | 6,14 %       | 3,35 %  | 0,99 %            |
| Рязанська область                         | 64,15 % | 59,74 %  | 21,42 % | 6,10 %   | 7,58 %       | 4,12 %  | 1,04 %            |
| Івановська область                        | 59,92 % | 61,85 %  | 18,30 % | 7,13 %   | 7,25 %       | 4,44 %  | 1,02 %            |
| Смоленська область                        | 59,04 % | 56,69 %  | 23,07 % | 6,75 %   | 7,94 %       | 4,34 %  | 1,21 %            |
| Калузька область                          | 63,51 % | 59,02 %  | 20,01 % | 8,07 %   | 7,42 %       | 4,23 %  | 1,24 %            |
| Орловська область                         | 68,04 % | 52,84 %  | 29,09 % | 6,14 %   | 7,45 %       | 3,35 %  | 1,13 %            |
| Костромська область                       | 61,42 % | 52,78 %  | 26,02 % | 7,61 %   | 8,09 %       | 4,62 %  | 0,88 %            |
| Воронезька область                        | 67,98 % | 61,34 %  | 22,42 % | 5,35 %   | 6,22 %       | 3,68 %  | 1,00 %            |
| Білгородська область                      | 74,34 % | 59,30 %  | 23,45 % | 5,53 %   | 6,62 %       | 3,96 %  | 1,13 %            |
| Курська область                           | 64,01 % | 60,45 %  | 20,24 % | 6,26 %   | 8,20 %       | 3,81 %  | 1,04 %            |
| Липецька область                          | 65,62 % | 60,99 %  | 21,13 % | 5,55 %   | 7,13 %       | 3,95 %  | 1,24 %            |
| Тамбовська область                        | 70,07 % | 71,76 %  | 17,38 % | 3,16 %   | 4,54 %       | 2,25 %  | 0,90 %            |
| Архангельська область                     | 58,16 % | 57,97 %  | 15,94 % | 10,45 %  | 8,90 %       | 5,78 %  | 0,96 %            |
| Вологодська область                       | 61,62 % | 59,44 %  | 15,35 % | 9,38 %   | 8,13 %       | 6,62 %  | 1,08 %            |
| Республіка Комі                           | 70,04 % | 65,02 %  | 13,34 % | 8,32 %   | 7,67 %       | 4,32 %  | 1,33 %            |
| Мурманська область                        | 60,34 % | 60,05 %  | 16 %    | 9,65 %   | 8,09 %       | 5,05 %  | 1,16 %            |
| Республіка Карелія                        | 55,38 % | 55,38 %  | 16,47 % | 12,22 %  | 8,59 %       | 6,10 %  | 1,24 %            |
| Ненецький автономний округ                | 62,49 % | 57,05 %  | 17,27 % | 10,04 %  | 9,04 %       | 5,30 %  | 1,30 %            |
| Санкт-Петербург                           | 62,05 % | 58,77 %  | 13,06 % | 15,52 %  | 4,65 %       | 6,61 %  | 1,39 %            |
| Ленінградська область                     | 63,24 % | 61,90 %  | 14,18 % | 9,98 %   | 6,77 %       | 5,86 %  | 1,31 %            |
| Калінінградська область                   | 59,29 % | 52,55 %  | 21,33 % | 13,56 %  | 7,79 %       | 3,53 %  | 1,24 %            |
| Псковська область                         | 61,18 % | 59,69 %  | 20,64 % | 7,30 %   | 6,71 %       | 4,57 %  | 1,09 %            |
| Новгородська область                      | 58,64 % | 57,91 %  | 17,70 % | 8,72 %   | 7,41 %       | 7,12 %  | 1,14 %            |
| Байконур                                  | 70,17 % | 70,79 %  | 12,14 % | 6,81 %   | 5,52 %       | 2,99 %  | 1,74 %            |
| За межами РФ                              | 96,14 % | 73,24 %  | 7,19 %  | 13,56 %  | 2,72 %       | 1,96 %  | 1,32 %            |

## Критика і протести
Представники парламентської і непарламентської опозиції та журналісти заявляють про початкову нелегітимність виборів і про наявність великої кількості порушень вже до дня голосування: перешкод для висування та реєстрації кандидатів, незбалансованого висвітлення кампанії в державних ЗМІ, адміністративного тиску на учасників виборів тощо. Проти порушень на виборах з 5 грудня в країні проходять масові акції протесту. Діють чотири проекти зі спостереження за президентськими виборами — проект Ліги виборців, проект асоціації «Голос», «Громадянин Спостерігач» та «РосВибори». Проте, політичний оглядач Сергій Пархоменко заявляє, що «Ми бачимо зараз боротьбу зі спостерігачами … Збирають такий корпус контрспостерігачів, завдання яких полягатиме в тому, щоб спробувати нейтралізувати тих спостерігачів реальних, які працюватимуть на виборчих дільницях. …ми з вами побачимо… що будуть нескінченно виникати конфлікти, в яких спостерігачі будуть говорити про те, що вони стали свідками якихось порушень, а поруч буде виникати контрспостерігач, який буде казати: „А я вважаю, що не було порушень“». Голова ЦВК Володимир Чуров вже заявив, що незадоволений великим числом спостерігачів на виборах і сказав, що доведеться пояснювати спостерігачеві, що він не правий. Усі кандидати в президенти, крім Путіна, інші політики й експерти не довіряють результатам проведених до виборів опитувань громадської думки. На їхню думку, другий тур неминучий і навіть сам факт того, що він відбудеться, буде свідчити про чесніші вибори. Прихильники Путіна на це відповідають, що навіть «опозиційний» Левада-центр прогнозує перемогу Путіна в першому турі.
За розпорядженням глави уряду і одного з кандидатів в президенти Володимира Путіна з виборчих дільниць вперше вестиметься інтернет-трансляція, ініціатива якої відразу була розкритикована як профанація і порожня трата бюджетних коштів, а пізніше — як неефективний захід у зв'язку з численними обмеженнями в правилах трансляції.
- Лідери трьох парламентських партій — Геннадій Зюганов (КПРФ), Володимир Жириновський (ЛДПР) і Сергій Миронов («Справедлива Росія») підписали спільну заяву. На думку лідерів опозиційних парламентських партій, майбутні президентські вибори відбудуться із порушеннями[60].
- Сергій Миронов: «Немає віри Центральній виборчій комісії, немає віри Чурову»[21].
- За підрахунками КПРФ, Володимиру Путіну приділяється майже дві третини ефірного часу на ТБ, тоді як третину ділять всі інші кандидати. Геннадій Зюганов назвав такий стан справ на телебаченні «поганим спектаклем», підкресливши, що нечесна агітаційна кампанія робить нелегітимними і самі вибори[61].
- 27 січня 2012 Партія народної свободи заявила про початкову нелегітимність поточної кампанії з виборів Президента Російської Федерації і вважає за необхідне домагатися перенесення президентських виборів і проведення нових виборів за новими правилами, які забезпечуватимуть рівний доступ до них різних політичних сил[62].
- Партія «Інша Росія» провела 21 лютого несанкціоновану акцію протесту проти нелегітимних президентських виборів, в результаті якої близько 30 мітингувальників були затримані[63][64]. На думку членів партії, ці вибори не можна вважати легітимними, оскільки на них не були допущені лідер партії Едуард Лимонов, самовисуванець Леонід Івашов і засновник партії «Яблуко» Григорій Явлінський, що порушує принцип рівного доступу сил до виборів[65].
- Політолог Євгенія Альбац заявила 16 січня в ефірі радіо «Ехо Москви»: «Якщо ви дивилися підсумкові програми телеканалів, — вони всі починалися з Путіна, і десь у підчерев'ї висіли всі інші кандидати. От саме тому вони і нелегітимні — тому що вибори це процес, рівне змагання»[66].
- Борис Акунін, співзасновник Ліги виборців: «Поки ми просто хочемо, наскільки вийде, організувати чесний моніторинг цих спочатку нечесних виборів»[67], «брати участь в легітимізації цих свідомо нелегітимних виборів я не стану. З шулерами за гральний стіл не сідаю»[68].
- Політичний оглядач Сергій Пархоменко заявив, що вибори 4 березня вже сьогодні є нечесними і нерівними: в них бере участь те політичне меню, яке встановив один із кандидатів. А різниця в перебуванні претендентів на федеральних телеканалах і зовсім може регулюватися Кримінальним кодексом РФ[69]
- Лоліта Царія, член ОГФ: «Вибори глави держави відбудуться в нерівних умовах, оскільки опозиція позбавлена свого представництва, а результати виборів будуть сфальсифіковані»[65].
- Публіцист Віктор Шендерович: «Була думська кампанія, яка — свідомо шахрайська, свідомо — так само, як, власне, зараз і президентські вибори; ясно було, що це перепризначення начальства» і «… ось ці президентські вибори, де мова йде про те… Знов-таки, завідомо зрозуміло, що вони не справедливі, не чесні, не рівні, не вільні, всяке таке»[70].
- Володимир Рижков (Партія народної свободи) на запитання «А чому нелегітимні?» відповів: "Він штучно обмежив суперників, зняв Явлінського, сам собі підібрав зручних опонентів. Це не вибори, це така сама клоунада, якими були думські вибори "[71].
- Гаррі Каспаров: «4 березня, я вважаю, на нас чекають наймасштабніші фальсифікації в сучасній російській історії»[71].
- Журналіст і громадський діяч Володимир Кара-Мурза-молодший: «Суперечності ніякого немає [в тому, що за опитуваннями переможе Путін, але 5 березня люди вийдуть протестувати на вулицю], тому що чесні вибори мають на увазі, що людям є з кого вибирати. До цих виборів, які пройдуть 4 березня, не допущені кандидати опозиції. Це не новина, ми пам'ятаємо як в 2008 році знімали з виборів Буковського та Касьянова. І як у цьому році, вже в 2012, абсолютно безапеляційно зняли з виборів Григорія Явлінського з надуманого приводу. Тому не можуть бути апріорі чесними вибори, до яких не допущені представники опозиції, а допущені тільки спаринг-партнери, заздалегідь затверджені Кремлем. Тому ці вибори сфальсифіковані ще до того, як в урну опущений перший бюлетень. Коли ми, російський протестний рух, вимагаємо чесних виборів, ми вимагаємо чесних виборів в повному сенсі — не тільки чесного підрахунку голосів (хоча це безумовно те, з чого потрібно починати), а й чесних виборів в сенсі висвітлення в засобах масової інформації і в сенсі доступу кандидатів власне до виборців, до виборчих бюлетенів. Тому ці вибори будуть нечесними, але навіть в тих умовах, в яких проводяться ці нечесні вибори, Путін за соціологічними опитуваннями не перемагає в першому турі», "Режим взяв курс на так звану перемогу Путіна в першому турі, тобто понад 50%. Ми розуміємо, що навіть з нечесними виборами, але з відносно чесним підрахунком голосів такого не буде. Тому якщо увечері 4 березня пан Чуров оголосить, що Володимир Путін набрав 51, 52, 53%, я думаю, що 5 березня на вулицях нашої країни ми побачимо мітинги набагато більші, ніж ті, що ми бачимо останні 1,5 місяці "[72].
- Олексій Навальний: «Вибори в глибинці будуть тотально сфальсифіковані»[73], "Вибори нечесні вже, бо на вибори вже не допущені Явлінський, Івашов, Лимонов. У нас є тільки підрахунок голосів, який може бути відносно чесним або нечесним. Виборів немає. Результат, який буде оголошений 4 або 5 числа, він буде нелегітимний, нечесний, і ми його не визнаємо. Він не буде визнаний значною частиною населення "[74].
- Журналіст Ольга Романова заявила, що якщо Путін за підсумками першого туру оголошується переможцем, то опозиція цього, звичайно, не визнає[75].
- Опозиційний політик Ілля Яшин: «Ми будемо йти спостерігачами, щоб продемонструвати викрадення голосів. Вони нелегітимні від початку, тому що система така, що Путін має можливість сам вибирати собі спаринг-партнерів, відсіваючи реальних опонентів. Вибори нелегітимні, тому що 70% телевізійного ефіру на державних каналах — це суцільний Путін. Вибори нелегітимні, бо організовує все той же чарівник Чуров, який уже фальсифікував вибори 4 грудня»[21]..
- Григорій Явлінський заявив, що майбутні вибори «в будь-якому випадку будуть нелегітимними, і легітимними вони не стали б, навіть якби дозволили записатися кандидатами в президенти всім членам федеральної політради „Яблука“»[76].
- Михайло Касьянов: «4 березня в Росії немає ніяких виборів. Виборів в тому сенсі, який зазвичай вкладається в це поняття. Є ретельно зрежисований спецзахід, підсумки якого заздалегідь вирішені наперед: В.Путін повинен „здолати“ інших кандидатів, які волею чи неволею погодилися брати участь у легітимізації його повернення в Кремль. Я закликаю всіх свідомих громадян поставитися до даного заходу відповідним чином. Отже, потрібно прийти на виборчі дільниці і проставити „галочки“ напроти двох, трьох, чотирьох або всіх кандидатів, зробивши таким чином бюлетень офіційно недійсним»[77].
- Робітники Волгоградського суднобудівного заводу написали відкритий лист на ім'я глави регіону С. А. Боженова і кандидатів в Президенти РФ, де просять викреслити їх зі списків виборців на виборах 4 березня: «Причина — катастрофічна ситуація на підприємстві. Чотири місяці ми не отримуємо зарплату. Більше того, напередодні на підприємстві був відключений газ. Є заборгованість за електроенергію. Ми не бачимо майбутнього в роботі нашого підприємства, а у багатьох це єдина можливість заробітку»[78].

### Офіційні сайти кампаній кандидатів
- Офіційний сайт кандидата в Президенти Володимира Жириновського
- Офіційний сайт Геннадія Зюганова
- Офіційний сайт Сергія Миронова
- Офіційний сайт кандидата в Президенти Михайла Прохорова
- Офіційний сайт кандидата в Президенти Володимира Путіна